# Монтегридольфо
Монтегридольфо, Монтеґридольфо (італ. Montegridolfo) — муніципалітет в Італії, у регіоні Емілія-Романья,  провінція Ріміні.
Монтегридольфо розташоване на відстані близько 220 км на північ від Рима, 130 км на південний схід від Болоньї, 23 км на південний схід від Ріміні.
Населення — 1038 осіб (2014).
Щорічний фестиваль відбувається 16 серпня. Покровитель — святий Рох.

## Демографія
Населення за роками:

Станом на 1 січня 2023 року в муніципалітеті офіційно проживало 50 іноземців з 18 країн, серед них 9 громадян країн Євросоюзу та 2 громадяни України.

## Сусідні муніципалітети
- Мондаїно
- Салудечо
- Валлефолья
- Тавуллія